# کاستلماورو
کاستلماورو (به ایتالیایی: Castelmauro) یک کومونه در ایتالیا است که در استان کامپوباسو واقع شده‌است.

## خصوصیات
کاستلماورو ۴۳٫۵ کیلومترمربع مساحت و ۱٬۸۲۵ نفر جمعیت دارد و ۶۹۲ متر بالاتر از سطح دریا واقع شده‌است.

## خواهرخوانده
شهر ارستال خواهرخواندهٔ کاستلماورو هست.